# Mattia Cattaneo
Mattia Cattaneo (Alzano Lombardo, 25 de outubro de 1990) é um ciclista profissional italiano que actualmente corre para a equipa Androni Giocattoli-Sidermec.

## Palmarés
2011
- Girobio
- Grande Prêmio Sportivi dei Poggiana
- Grande Prêmio Capodarco

2012
- Ruota d'Oro

- 1 etapa do Tour A Provence

## Resultados em Grandes Voltas e Campeonatos do Mundo
Durante a sua carreira desportiva tem conseguido os seguintes postos nas Grandes Voltas e nos Campeonatos do Mundo em estrada:
| Corrida            | 2013 | 2014 | 2015 | 2016 | 2017 | 2018 |
| ------------------ | ---- | ---- | ---- | ---- | ---- | ---- |
| Giro de Itália     | Ab.  | 64º  | -    | -    | -    | -    |
| Tour de Francea    | -    | -    | -    | -    | -    | -    |
| Volta a Espanha    | -    | -    | Ab.  | 102º | -    | -    |
| Mundial em Estrada | -    | -    | -    | -    | -    | -    |

-: não participa
Ab.: abandono

## equipas
- Lampre (2012-2016)
  - Lampre-ISD (2012)[1]
  - Lampre-Merida (2013-2016)
- Androni Giocattoli-Sidermec (2017-)